# 八幡浜・大洲地区運動公園野球場
八幡浜・大洲地区運動公園野球場（やわたはま・おおずちくうんどうこうえんやきゅうじょう）は、愛媛県大洲市平野町の八幡浜・大洲地区運動公園内にある野球場。

## 概要
1981年開設。2006年から2007年にかけて、バックスタンド、スコアボード、ダッグアウトなどの改修工事が行われた。2006年から、四国アイランドリーグplusの試合（主催は愛媛マンダリンパイレーツ）が年数回開催されている（2016年は開催なし）。

## 施設概要
- 両翼：91m、中堅：120m　グラウンド面積 12,900.2m2
- 内野：土
- 外野：天然芝
- 収容人員：約1,500人（内野：座席780人、外野：芝生席720人）
- スコアボード：得点表示のみ
- ナイター設備なし

## 運動公園内その他の施設
- 陸上競技場
- 体育館
- テニスコート
- プール

## 交通機関
- 鉄道・路線バス：JR四国　予讃線　伊予大洲駅から伊予鉄南予バス　八幡浜港方面行きに乗車、平野運動公園口バス停下車徒歩10分
- 最寄りのインターチェンジ：松山自動車道　大洲インターチェンジ